# Zatrucie tlenowe
Zatrucie tlenowe – choroba atakująca płetwonurków, związana ze wzrostem ciśnienia parcjalnego tlenu, co w efekcie powoduje jego toksyczność. Ciśnienie parcjalne tlenu osiąga niebezpieczny poziom już na głębokości 56 m, przez co odradza się nurkowanie na powietrzu lub nitroksie na większej głębokości, w zależności od użytej mieszanki.
Zatrucie tlenem może wystąpić również przy mniejszym ciśnieniu parcjalnym, zależne jest to od organizmu nurka i długości okresu, w jakim wystawiony jest on na jego działanie.
Rozróżnia się zatrucie ostre (tzw. postać mózgowa) i zatrucie przewlekłe (postać płucna). W wodzie spotykana jest jedynie postać mózgowa (CNS), podczas której tlen pod zwiększonym ciśnieniem powoduje uszkodzenia mózgu, często nieodwracalne, pojawiają się objawy podobne do objawów padaczki.